# یواس‌ان‌اس هائیتی ویکتوری (تی‌ای‌کی-۲۳۸)
یواس‌ان‌اس هائیتی ویکتوری (تی‌ای‌کی-۲۳۸) (به انگلیسی: USNS Haiti Victory (T-AK-238)) یک کشتی بود که طول آن ۴۵۵ فوت (۱۳۹ متر) بود. این کشتی در سال ۱۹۴۴ ساخته شد.